# Bulgarije op de Olympische Zomerspelen 1960
Bulgarije nam deel aan de Olympische Zomerspelen 1960 in Rome, Italië. De zeven medailles was een nieuw Bulgaars record. Zes van die medailles werden in het worstelen gewonnen.

## Medailleoverzicht
| Sport      | Olympiër        | Onderdeel                 | Medaille |
| ---------- | --------------- | ------------------------- | -------- |
| Worstelen  | Dimitar Dobrev  | -79 kg Grieks-Romeins (m) | Goud     |
| Worstelen  | Kralyu Bimbalov | -87 kg Grieks-Romeins (m) | Zilver   |
| Worstelen  | Nezhdet Zalev   | -57 kg vrije stijl (m)    | Zilver   |
| Worstelen  | Stancho Ivanov  | -62 kg vrije stijl (m)    | Zilver   |
| Gymnastiek | Velik Kapsazov  | ringen (m)                | Brons    |
| Worstelen  | Dinko Petrov    | -57 kg Grieks-Romeins (m) | Brons    |
| Worstelen  | Enyu Valchev    | -67 kg vrije stijl (m)    | Brons    |

## Deelnemers en resultaten

### Atletiek
| Olympiër           | Onderdeel                | Resultaat | Prestatie                                                        |
| ------------------ | ------------------------ | --------- | ---------------------------------------------------------------- |
| Mikhail Bachvarov  | 100 m (m)                | 39e       | serie 1: 5de in 11,0                                             |
| Mikhail Bachvarov  | 200 m (m)                | 41e       | serie 10: 5de in 22,2                                            |
| Dodyu Patarinski   | hink-stap-springen (m)   | 19e       | kwalificatie groep C: 7de met 15,37m                             |
| Dimitar Khlebarov  | polsstokhoogspringen (m) | 11e       | kwalificatie: 12de met 4,20 m finale: 11de met 4,30 m            |
| Khristo Khristov   | polsstokhoogspringen (m) | 10e       | kwalificatie: 1ste met 4,40 m finale: 10de met 4,40 m            |
| Todor Artarski     | discuswerpen (m)         | 19e       | kwalificatie groep B: 8ste met 53,33 m finale: 20ste met 52,12 m |
|                    |                          |           |                                                                  |
| Snezhana Kerkova   | 100 m (v)                | 26e       | serie 4: 4de in 12,66 kwartfinale 2: 7de in 12,80                |
| Snezhana Kerkova   | 80 m horden (v)          | 20e       | serie 2: 3de in 11,73                                            |
| Tsvetanka Krasteva | kogelstoten (v)          | 14e       | kwalificatie: 14de met 13,99 m                                   |
| Lidiya Sharamovich | kogelstoten (v)          | 13e       | kwalificatie: 13de met 14,09 m                                   |

### Basketbal
| Olympiër | Onderdeel | Resultaat | Prestatie |
| --- | --------- | --------- | --- |
| Atanas Atanasov Emanuil Gyaurov Georgi Kanev Georgi Panov Iliya Mirchev Khristo Tsvetkov Lyubomir Panov Nikolay Ilov Petko Lazarov Stefan Stoykov Tsvetko Slavov Viktor Radev | mannen    | 16e       | groep B: 4de V van Joegoslavië: 62-67 W van Tsjecho-Slowakije: 75-69 V van Frankrijk: 72-73 groep 9-16de plaats: opgave |

| Groep B |                   |             |             |             |        |        |        |        |
|         | Land              | Wedstrijden | Wedstrijden | Wedstrijden | Punten | Punten | Punten | Punten |
| G       | Land              | W           | V           | V           | T      | Saldo  |        | Punten |
| 1       | Tsjecho-Slowakije | 3           | 2           | 1           | 201    | 192    | +9     | 5      |
| 2       | Joegoslavië       | 3           | 2           | 1           | 193    | 199    | -6     | 5      |
| 3       | Frankrijk         | 3           | 1           | 2           | 187    | 190    | -3     | 4      |
| 4       | Bulgarije         | 3           | 1           | 2           | 209    | 209    | 0      | 4      |

| Ronde       | Datum | Plaats            | Land  | Score       | Land |
| ----------- | ----- | ----------------- | ----- | ----------- | ---- |
| Groepsfase  |       |                   |       |             |      |
| 26 augustus | Rome  | Bulgarije         | 62-67 | Joegoslavië |      |
| 27 augustus | Rome  | Tsjecho-Slowakije | 69-75 | Brazilië    |      |
| 29 augustus | Rome  | Frankrijk         | 73-72 | Brazilië    |      |

### Boksen
| Olympiër          | Onderdeel    | Resultaat | Prestatie                                                                                                  |
| ----------------- | ------------ | --------- | --- |
| Stoyan Petkov     | -54 kg (m)   | 32e       | 1ste ronde: V van USA Armstrong                                                                            |
| Dimitar Stoilov   | -60 kg (m)   | 17e       | 1ste ronde: vrij 2de ronde: V van KOR Lee                                                                  |
| Aleksandar Mitsev | -63,5 kg (m) | 17e       | 1ste ronde: vrij 2de ronde: V van USA Daniels                                                              |
| Shishman Mitsev   | -67 kg (m)   | 5e        | 1ste ronde: vrij 2de ronde: W van ARG González 3de ronde: W van TUN Sadok kwartfinale: V van ITA Benvenuti |
| Vasil Paparizov   | -75 kg (m)   | 9e        | 1ste ronde: vrij 2de ronde: V van ROU Monea                                                                |
| Petar Spassov     | -81 kg (m)   | 5e        | 1ste ronde: W van GBR Ould: 4-1 2de ronde: W van FIN Aho: 5-0 kwartfinale: V van POL Pietrzykowski: 0-5    |

### Gewichtheffen
| Olympiër          | Onderdeel    | Resultaat | Prestatie                                                                                   |
| ----------------- | ------------ | --------- | ------------------------------------------------------------------------------------------- |
| Kiril Georgiev    | -60 kg (m)   | 9e        | drukken: 11de met 95 kg trekken: 7de met 100 kg stoten: 8ste met 135 kg totaal: 325 kg      |
| Ivan Yordanov     | -67,5 kg (m) | DNF       | drukken: 24ste met 100 kg trekken: geen geldige poging                                      |
| Ivan Abadzhiev    | -75 kg (m)   | 12e       | drukken: 17de met 107,5 kg trekken: 3de met 122,5 kg stoten: 12de met 140 kg totaal: 370 kg |
| Mikhail Abadzhiev | -75 kg (m)   | DNF       | drukken: 18de met 105 kg trekken: geen geldige poging                                       |
| Petar Tachev      | -82,5 kg (m) | 6e        | drukken: 2de met 130 kg trekken: 3de met 125 kg stoten: 6de met 160 kg totaal: 415 kg       |
| Vladimir Savov    | -90 kg (m)   | 6e        | drukken: 20ste met 110 kg trekken: 2de met 137,5 kg stoten: 5de met 165 kg totaal: 412,5 kg |
| Ivan Veselinov    | +90 kg (m)   | DNF       | drukken: 9de met 140 kg trekken: 7de met 130 kg stoten: geen geldige poging                 |

### Kanovaren
| Olympiër                         | Onderdeel     | Resultaat | Prestatie                                                                      |
| -------------------------------- | ------------- | --------- | ------------------------------------------------------------------------------ |
| Bogdan Ivanov                    | C-1 1000m (m) | 8e        | serie 1: 2de in 4.47,65 halve finale 3: 2de in 4.44,93 finale: 8ste in 4.42,52 |
| Marin Gopov Toma Sokolov         | C-2 1000m (m) | 6e        | serie 1: 6de in 4.39,68 herkansingen: 2de in 4.48,06 finale: 6de in 4.31,52    |
| Lyubomir Oresharov               | K-1 1000m (m) | DNS       | serie 1: niet gestart                                                          |
| Ivan Simeonov Lyubomir Oresharov | K-2 1000m (m) | 19e       | serie 3: 6de in 3.49,88 herkansingen: 4de in 3.53,27                           |

### Paardensport
| Olympiër                                                    | Onderdeel   | Resultaat | Prestatie |
| Dressuur                                                    | Dressuur    | Dressuur  | Dressuur |
| ----------------------------------------------------------- | ----------- | --------- | --- |
| Krum Lekarski                                               | individueel | 16e       | kwalificatie: 16de met 799 punten |
| Eventing                                                    |             |           | |
| Mitko Milushev                                              | individueel | DNF       | dressuur: 63ste met 169 strafpunten crosscountry: niet gefinisht                                                                                       |
| Genko Rashkov                                               | individueel | 19e       | dressuur: 57ste met 148,50 strafpunten crosscountry: 18de met 15,20 strafpunten springconcours: 31ste met 34,75 strafpunten totaal: 198,45 strafpunten |
| Vasil Tsolov                                                | individueel | 31e       | dressuur: 61ste met 163 strafpunten crosscountry: 37ste met 185,60 strafpunten springconcours: 28ste met 22,75 strafpunten totaal: 371,35 strafpunten  |
| Konstantin Venkov                                           | individueel | DNF       | dressuur: 9de met 88 strafpunten crosscountry: niet gefinisht                                                                                          |
| Mitko Milushev Genko Rashkov Vasil Tsolov Konstantin Venkov | team        | DNF       | dressuur: 13de met 399,50 strafpunten crosscountry: niet gefinisht                                                                                     |

### Schermen
| Olympiër       | Onderdeel  | Resultaat | Prestatie                                                                              |
| -------------- | ---------- | --------- | -------------------------------------------------------------------------------------- |
| Asen Dyakovski | floret (m) | 53e       | 1ste ronde groep 5: 5de met 3 overwinningen                                            |
| Boris Stavrev  | floret (m) | 51e       | 1ste ronde groep 3: 5de met 2 overwinningen                                            |
| Asen Dyakovski | sabel (m)  | 13e       | 1ste ronde groep 1: 3de met 3 overwinningen 2de ronde groep 3: 4de met 2 overwinningen |
| Boris Stavrev  | sabel (m)  | 32e       | 1ste ronde groep 3: 3de met 2 overwinningen 2de ronde groep 2: 6de met 1 overwinning   |

### Schietsport
| Olympiër           | Onderdeel                  | Resultaat | Prestatie                                                                                               |
| ------------------ | -------------------------- | --------- | --- |
| Ivan Lazarov       | 50m geweer 3 houdingen (m) | 20e       | kwalificatie groep 1: 15de met 549 punten (186-186-177) finale: 20ste met 1120 punten (382-378-360)     |
| Velichko Velichkov | 50m geweer 3 houdingen (m) | 14e       | kwalificatie groep 2: 11de met 555 punten (191-184-180) finale: 14de met 1128 punten (391-382-355)      |
| Martsel Koen       | 50m geweer liggend (m)     | 20e       | kwalificatie groep 1: 3de met 391 punten (94-99-99-99) finale: 8ste met 585 punten (96-96-98-98-98-99)  |
| Velichko Velichkov | 50m geweer liggend (m)     | 64e       | kwalificatie groep 2: 32ste met 377 punten (94-92-95-96)                                                |
| Dencho Denev       | 50m pistool (m)            | 24e       | kwalificatie groep 2: 7de met 355 punten (85-94-89-87) finale: 24ste met 532 punten (89-88-88-91-86-90) |
| Todor Kozlovski    | 50m pistool (m)            | 25e       | kwalificatie groep 1: 7de met 359 punten (92-88-91-88) finale: 25ste met 532 punten (91-90-92-86-87-86) |

### Turnen
| Olympiër | Onderdeel                | Resultaat | Prestatie |
| --- | ------------------------ | --------- | --- |
| Velik Kapsazov                                                                                               | ringen (m)               | Brons     | kwalificatie: 6de met 19,35 punten finale: 3de met 19,425 punten |
| Todor Bachvarov                                                                                              | meerkamp individueel (m) | 69e       | vloer: 79ste met 17,75 punten sprong: 106de met 16,90 punten brug met gelijke leggers: 42ste met 18,60 punten brug met ongelijke leggers: 59ste met 18,20 punten ringen: 49ste met 18,35 punten paard met bogen: 59ste met 18,00 punten totaal: 107,60 punten |
| Velik Kapsazov                                                                                               | meerkamp individueel (m) | 20e       | vloer: 46ste met 18,25 punten sprong: 58ste met 17,95 punten brug met gelijke leggers: 31ste met 18,60 punten brug met ongelijke leggers: 26ste met 18,70 punten ringen: 6de met 19,35 punten paard met bogen: 42ste met 18,30 punten totaal: 111,15 punten   |
| Georgi Khristov                                                                                              | meerkamp individueel (m) | 77e       | vloer: 77ste met 17,80 punten sprong: 52ste met 18,00 punten brug met gelijke leggers: 74ste met 17,85 punten brug met ongelijke leggers: 78ste met 17,85 punten ringen: 25ste met 18,75 punten paard met bogen: 103de met 16,00 punten totaal: 106,25 punten |
| Lyuben Khristov                                                                                              | meerkamp individueel (m) | 65e       | vloer: 92ste met 17,35 punten sprong: 43ste met 18,15 punten brug met gelijke leggers: 60ste met 18,10 punten brug met ongelijke leggers: 38ste met 18,50 punten ringen: 59ste met 18,20 punten paard met bogen: 69ste met 17,85 punten totaal: 108,15 punten |
| Nikola Prodanov                                                                                              | meerkamp individueel (m) | 56e       | vloer: 35ste met 18,35 punten sprong: 17de met 18,55 punten brug met gelijke leggers: 78ste met 17,80 punten brug met ongelijke leggers: 50ste met 18,35 punten ringen: 66ste met 18,15 punten paard met bogen: 80ste met 17,50 punten totaal: 108,70 punten  |
| Stoyan Stoyanov                                                                                              | meerkamp individueel (m) | 32e       | vloer: 79ste met 17,75 punten sprong: 28ste met 18,35 punten brug met gelijke leggers: 19de met 18,80 punten brug met ongelijke leggers: 26ste met 18,70 punten ringen: 25ste met 18,75 punten paard met bogen: 104de met 15,85 punten totaal: 108,20 punten  |
| Todor Bachvarov Velik Kapsazov Georgi Khristov Lyuben Khristov Nikola Prodanov Stoyan Stoyanov               | meerkamp team (m)        | 11e       | vloer: 14de met 89,90 punten sprong: 7de met 91,50 punten brug met gelijke leggers: 9de met 92,00 punten brug met ongelijke leggers: 8ste met 92,45 punten ringen: 5de met 93,40 punten paard met bogen: 14de met 87,80 punten totaal: 546,60 punten          |
| |                          |           | |
| Ivanka Dolzheva                                                                                              | meerkamp individueel (v) | 42e       | vloer: 54ste met 18,266 punten sprong: 43ste met 17,900 punten brug: 35ste met 18,500 punten balk: 51ste met 17,666 punten totaal: 72,332 punten |
| Rayna Grigorova                                                                                              | meerkamp individueel (v) | 18e       | vloer: 35ste met 18,566 punten sprong: 52ste met 17,800 punten brug: 17de met 18,866 punten balk: 9de met 18,666 punten totaal: 73,898 punten |
| Elisaveta Mileva                                                                                             | meerkamp individueel (v) | 50e       | vloer: 71ste met 18,032 punten sprong: 28ste met 18,100 punten brug: 61ste met 17,900 punten balk: 44ste met 17,932 punten totaal: 71,964 punten |
| Stanka Pavlova                                                                                               | meerkamp individueel (v) | 54e       | vloer: 352te met 18,299 punten sprong: 55ste met 17,566 punten brug: 69ste met 17,766 punten balk: 36ste met 18,066 punten totaal: 71,697 punten |
| Tsvetanka Rangelova                                                                                          | meerkamp individueel (v) | 49e       | vloer: 46ste met 18,432 punten sprong: 19de met 18,366 punten brug: 48ste met 18,166 punten balk: 72ste met 17,032 punten totaal: 71,996 punten |
| Saltirka Spasova-Tarpova                                                                                     | meerkamp individueel (v) | 45e       | vloer: 54ste met 18,266 punten sprong: 65ste met 17,266 punten brug: 24ste met 18,666 punten balk: 45ste met 17,866 punten totaal: 72,064 punten |
| Ivanka Dolzheva Rayna Grigorova Elisaveta Mileva Stanka Pavlova Tsvetanka Rangelova Saltirka Spasova-Tarpova | meerkamp team (v)        | 8e        | vloer: 10de met 91,862 punten sprong: 9de met 90,098 punten brug: 8ste met 92,331 punten balk: 7de met 90,629 punten totaal: 364,92 punten |

### Voetbal
| Olympiër | Onderdeel | Resultaat | Prestatie                                                                                       |
| --- | --------- | --------- | ----------------------------------------------------------------------------------------------- |
| Dimitar Largov Dimitar Yakimov Georgi Spirov Naydenov Georgi Yordanov Naydenov Ivan Dimitrov Ivan Kolev Khristo Iliev Kiril Rakarov Manol Manolov Nikola Kovachev Spiro Debarski Stefan Abadzhiev Stoyan Kitov Todor Diev Nikola Tsanev | mannen    | 5e        | groep A: 2de W van Turkije: 3-0 W van Verenigde Arabische Republiek: 2-0 G van Joegoslavië: 3-3 |

| Groep A |                               |             |             |             |             |            |            |            |        |
| #       | Land                          | Wedstrijden | Wedstrijden | Wedstrijden | Wedstrijden | Doelpunten | Doelpunten | Doelpunten | Punten |
| #       | Land                          | G           | W           | G           | V           | V          | T          | Saldo      | Punten |
| 1       | Joegoslavië                   | 3           | 2           | 1           | 0           | 13         | 4          | +9         | 5      |
| 2       | Bulgarije                     | 3           | 2           | 1           | 0           | 8          | 3          | +5         | 5      |
| 3       | Verenigde Arabische Republiek | 3           | 0           | 1           | 2           | 4          | 11         | -7         | 1      |
| 4       | Turkije                       | 3           | 0           | 1           | 2           | 3          | 10         | -7         | 1      |

| Ronde       | Datum    | Plaats      | Land | Score                         | Land |
| ----------- | -------- | ----------- | ---- | ----------------------------- | ---- |
| Groepsfase  |          |             |      |                               |      |
| 26 augustus | Grosseto | Bulgarije   | 3-0  | Turkije                       |      |
| 29 augustus | Pescara  | Bulgarije   | 2-0  | Verenigde Arabische Republiek |      |
| 1 september | Rome     | Joegoslavië | 3-3  | Bulgarije                     |      |

### Wielersport
| Olympiër                                                         | Onderdeel          | Resultaat | Prestatie      |
| Baan                                                             | Baan               | Baan      | Baan           |
| ---------------------------------------------------------------- | ------------------ | --------- | -------------- |
| Boncho Novakov                                                   | tijdrit (m)        | 18e       | 1.11,73        |
| Weg                                                              |                    |           |                |
| Stoyan Georgiev Demirev                                          | wegwedstrijd (m)   | 52e       | 4:25.44        |
| Dimitar Kotev                                                    | wegwedstrijd (m)   | DNF       | niet gefinisht |
| Boyan Kotsev                                                     | wegwedstrijd (m)   | DNF       | niet gefinisht |
| Ognyan Toshev                                                    | wegwedstrijd (m)   | DNF       | niet gefinisht |
| Stoyan Georgiev Demirev Dimitar Kotev Boyan Kotsev Ognyan Toshev | ploegentijdrit (m) | 17e       | 2:26.20,48     |

### Worstelen
| Olympiër                | Onderdeel      | Resultaat      | Prestatie |
| Grieks-Romeins          | Grieks-Romeins | Grieks-Romeins | Grieks-Romeins |
| ----------------------- | -------------- | -------------- | --- |
| Georgi Moskov           | -52 kg (m)     | 12e            | 1ste ronde: V van JPN Hirata 2de ronde: W van EUA Stange 3de ronde: V van YUG Vukov |
| Dinko Petrov            | -57 kg (m)     | Brons          | 1ste ronde: W van LUX Schlechter 2de ronde: W van POR Gonçalves 3de ronde: W van SWE Vesterby 4de ronde: V van TCH Švec 5de ronde: V van TUR Yilmaz                                                 |
| Spas Penev              | -62 kg (m)     | 10e            | 1ste ronde: V van RAU Mansour 2de ronde: W van SWE Freij 3de ronde: W van EUA Neumair 4de ronde: V van ITA Trippa                                                                                   |
| Dimitar Stoyanov        | -67 kg (m)     | 5e             | 1ste ronde: W van LIB Awariki 2de ronde: G van POL Gondzik 3de ronde: W van DEN Thomsen 4de ronde: W van FIN Lehtonen 5de ronde: V van URS Koridze                                                  |
| Kiril Petkov            | -73 kg (m)     | 9e             | 1ste ronde: V van ROU Bularcă 2de ronde: W van USA Fivian 3de ronde: W van EUA Maritschnigg 4de ronde: V van URS Hamarnik                                                                           |
| Dimitar Dobrev          | -79 kg (m)     | Goud           | 1ste ronde: W van POR Caldas 2de ronde: W van URS Chuchalov 3de ronde: W van SWE Israelsson 4de ronde: vrij 5de ronde: W van ROU Ţăranu 6de ronde: W van TUR Ayvaz                                  |
| Krali Bimbalov          | -87 kg (m)     | Zilver         | 1ste ronde: W van POL Smoliński 2de ronde: G van TUR Kis 3de ronde: W van FRA Jacquel 4de ronde: W van AUT Wiesberger 5de ronde: vrij 6de ronde: W van HUN Piti                                     |
| Radoslav Kasabov        | +87 kg (m)     | 6e             | 1ste ronde: W van ITA Bulgarelli 2de ronde: W van HUN Kozma 3de ronde: G van POL Sosnowski 4de ronde: V van EUA Dietrich                                                                            |
| Vrije stijl             |                |                | |
| Nikola Vasilev Dimitrov | -52 kg (m)     | 7e             | 1ste ronde: vrij 2de ronde: V van PAK Nawab 3de ronde: W van ITA Vitrano 4de ronde: V van JPN Matsubara                                                                                             |
| Nezhdet Zalev           | -57 kg (m)     | Zilver         | 1ste ronde: W van AUS Jameson 2de ronde: vrij 3de ronde: W van JPN Asai 4de ronde: W van ITA Chinazzo 5de ronde: W van POL Trojanowski finale: V van USA McCann                                     |
| Stancho Ivanov          | -62 kg (m)     | Zilver         | 1ste ronde: W van EUA Luschnig 2de ronde: vrij 3de ronde: W van FRA Ballery 4de ronde: W van RSA Geldenhuys 5de ronde: W van BEL Mewis 6de ronde: W van URS Rubashvili finale: V van TUR Dağıstanlı |
| Enyu Valchev            | -67 kg (m)     | Brons          | 1ste ronde: W van EUA Bergmann 2de ronde: W van AFG Khalunder 3de ronde: V van URS Syniavskiy 4de ronde: W van TUR Sahinkaya 5de ronde: W van IRI Tajiki bronzen finale: W van KOR Bong             |
| Musa Kazanov            | -73 kg (m)     | 11e            | 1ste ronde: V van JPN Kaneko 2de ronde: W van IRL Feeney 3de ronde: W van RSA de Villiers |
| Prodan Gardzhev         | -79 kg (m)     | 5e             | 1ste ronde: V van HUN Hollósi 2de ronde: V van TUR Güngör 3de ronde: W van NZL Thomas 4de ronde: W van JPN Nagai                                                                                    |
| Valcho Kostov           | -87 kg (m)     | 13e            | 1ste ronde: V van TUR Atli 2de ronde: V van URS Albul |
| Lyutvi Akhmedov         | +87 kg (m)     | 5e             | 1ste ronde: W van PAK Nazir 2de ronde: G van TUR Kaplan 3de ronde: V van USA Kerslake 4de ronde: V van HUN Reznák                                                                                   |

Afghanistan · Argentinië · Australië · Bahama's · België · Bermuda · Birma · Brazilië · Brits-Guiana · Bulgarije · Canada · Ceylon · Chili · Colombia · Cuba · Denemarken · Duits eenheidsteam · Ethiopië · Fiji · Filipijnen · Finland · Frankrijk · Ghana · Griekenland · Groot-Brittannië · Haïti · Hongarije · Hongkong · Ierland · IJsland · India · Indonesië · Irak · Iran · Israël · Italië · Japan · Joegoslavië · Kenia · Libanon · Liberia · Liechtenstein · Luxemburg · Malakka · Malta · Marokko · Mexico · Monaco · Nederland · Nederlandse Antillen · Nieuw-Zeeland · Nigeria · Noorwegen · Oeganda · Oostenrijk · Pakistan · Panama · Peru · Polen · Portugal · Puerto Rico · Roemenië · San Marino · Singapore · Soedan · Sovjet-Unie · Spanje · Suriname · Taiwan · Thailand · Tsjecho-Slowakije · Tunesië · Turkije · Uruguay · Venezuela · Verenigde Arabische Republiek · Verenigde Staten · Vietnam · West-Indische Federatie · Zuid-Afrika · Zuid-Korea · Zuid-Rhodesië · Zweden · Zwitserland